# Chrysosporium holmii
Chrysosporium holmii är en svampart som beskrevs av Skou 1992. Chrysosporium holmii ingår i släktet Chrysosporium och familjen Onygenaceae.   Inga underarter finns listade i Catalogue of Life.